# Estetický účinek
Estetický účinek je filozofický pojem.
Estetický účinek byl chápán v různých dobách různě. Názor, že estetický účinek znamená, „jak na nás dílo působí z hlediska podílu na idei Krásy“, který zde byl uveden jako první, má za podklad pozdně klasicistní smýšlení, v němž již krása nebyla přisuzována Božímu zjevení, ale přesto byla považována za něco velmi nezávislého na lidském postoji, vzešlého z vyšších sil (v romantismu byl tento přesah nad lidstvo a člověka zkonkretizován - nositelem estetického účinku byly přírodní síly, zejména živly a člověku málo dostupné krajiny). Je příznačné, že povstání estetického účinku bylo charakterizováno jako záležitost oproštění se od zájmu či prospěchu (Kant). Později původ estetického účinku „klesl“ na sociální úroveň (diferenciace estetického účinku v poměru k sociálnímu postavení).
V současnosti se estetický účinek vztahuje přímo k subjektu. Uznává se, že každému subjektu působí estetické účinky něco zcela jiného, v závislosti od jeho dosavadních životních zkušeností (historie jeho osobních i sociálních interakcí). Uplatňování estetického účinku jako společenské normy je pak považováno za příznak totality.
V dynamickém pojetí vzniká estetický účinek jako výsledek vědomého či mimovědomého porovnání dosavadní zkušenosti se zkušeností aktuální interakce. Estetického účinku je možné dosáhnout tím, že se novou zkušenost podaří uvědoměle či neuvědoměle zařadit k dosavadnímu řádu (konzervativní pojetí). Zkušenosti, které se nekryjí se zavedenými, jsou pak odmítány. V modernistickém pojetí - pokud se obě zkušenosti nekryjí, je možné posuzovat novou zkušenost také jako přesah - osvobození od dosavadních konvencí (které je samozřejmě dočasné, protože každý přesah se v tomto historickém postupu posléze může stát základem opakování, konvencí). V postmodernistickém, pluralistickém přístupu se uznává, že uspokojení z řádu světa může být stejně silné jako uspokojení z přesahu vlastní zkušenosti a toleruje se libovolné uplatňování toho kterého přístupu v dané situaci, pokud probíhá bez perzekuce přístupu protikladného. Jednostranná převaha uplatňování prvního či druhého přístupu je pak připisována psychologickém založení - první typ je spíše neurotický, druhý skeptický.
Zdrojem, jehož hlavním účelem je vytváření estetického účinku (nezaměňovat s krásou, neboť estetický účinek může mít i záporné rysy), je umění.